# Мокроусов, Виталий Петрович
Виталий Петрович Мокроусов (20 ноября 1924 года — 5 октября 1968 года) — красноармеец, разведчик 690-го стрелкового полка 126-й стрелковой дивизии 54-го стрелкового корпуса 2-й гвардейской армии 1-го Прибалтийского фронта, полный кавалер Ордена Славы (1945).

## Биография
Родился 20 ноября 1924 года в городе Дебальцево Артёмовского округа Донецкой губернии Украинской ССР (ныне в составе Донецкой области Украины, находится под контролем Донецкой Народной Республики) в семье рабочего.
Окончил 8 классов средней школы. В РККА был призван дебальцевским городским военкоматом, с сентября 1943 года находился на фронтах Великой Отечественной войны.
В ночь на 30 июля 1944 года, будучи разведчиком 690-го стрелкового полка 126-й стрелковой дивизии 54-го стрелкового корпуса 2-й гвардейской армии 1-го Прибалтийского фронта, вблизи населённого пункта Бейсагола Литовской ССР проник в расположение противника, скрытно подобрался к огневым точкам и подавил их при помощи гранат. 27 августа 1944 года награждён орденом Славы 3 степени.
В ходе боёв с 5 по 12 октября 1944 года к северо-востоку от города Кельме Литовской ССР, будучи проводником пехоты, первым пошёл в атаку, ворвался в траншею противника и в упор из автомата расстрелял несколько вражеских пехотинцев, двоих захватив в плен. В составе разведывательной группы разведал передний край обороны противника и уничтожил 5 солдат противника. Приказом войскам 2-й гвардейской армии № 131/н от 1 декабря 1944 года награждён орденом Славы 2 степени.
В ходе боёв с 23 по 25 января 1945 года в составе 690-го к югу населённого пункта Лабиау (ныне Полесск Калининградской области) разведал передний край обороны противника и в составе разведывательной группы уничтожил более 10 солдат противника и нескольких вражеских солдат взял в плен. Указом Президиума Верховного Совета СССР от 19 апреля 1945 года награждён орденом Славы 1 степени.
В апреле 1947 года демобилизован. После демобилизации вернулся в родной город, работал мастером-взрывником на Чернухинской шахте.
Погиб при спасении утопающего 5 октября 1968 года. Похоронен в родном городе.

## Награды
- Орден Славы I степени (1945)
- Орден Славы II степени (1944)
- Орден Славы III степени (1944)
- Медаль «За отвагу» (1944)
- Орден Отечественной войны II степени (1945)